# チェサピーク・アンド・オハイオ鉄道H8形蒸気機関車
チェサピーク・アンド・オハイオ鉄道H8形蒸気機関車とはチェサピーク・アンド・オハイオ鉄道で運行されたシンプル・アーティキュレーテッド（シンプルマレーとも。）の一形式で（複式）マレー式機関車に似た外観ではあるが、狭義のマレー式（複式）とは異なり、前後のシリンダーに等圧の蒸気を入れる単式機関を使用する。

## 開発経緯
H-8型の開発以前に、チェサピーク・アンド・オハイオ鉄道（以下、C&O鉄道）はウェストヴァージニア州で産する石炭を輸送するのを主とした鉄道で、このうち東行き運炭列車はアパラチア山脈の一部であるアレゲーニー山脈を重い石炭車多数を牽いて越える運転をするため強力な機関車が必要であり、古くはマレー式機関車（本来の複式のもの）や、シンプルマレー（車輪配置2-8-8-2）を使用していたが、どちらも速度はさほど出なかったのでこの山脈越えの高速化のために新しい機関車が必要になった。
まず、C&O鉄道は1925年にライマ社がテキサス＆パシフィック鉄道に納入した2軸従台車で火室を支えることで出力を増大させた車軸配置2-10-4（テキサス）の機関車 に目をつけ、これをシンプルマレーの代替に使用したが、C&O鉄道の輸送量や勾配ではテキサス機関車でもまだ力不足だとして動輪6軸でボイラーをさらに拡大した機関車を注文し、従台車が3軸でないと支え切れないと分かったことからまず2-12-6の機関車が設計された。
しかし、検討していくにつれ2つの問題が明らかになった。1つは（固定軸距が長いので）レールの摩耗が激しくなること、もう1つは6軸動輪を動かすシリンダーがC&O鉄道の車両限界でも入りきらないという事で、このためかつてマレー式で行われたように動輪を前後に分け関節式にしてレールへの負荷を下げ、シリンダーを4つに分散する（複式にはしない）ことで個々の大きさを抑えることにし、車輪配置2-6-6-6のシンプルマレーが設計され、H-8型の形式名と越えていく山脈名から「アレゲニー」の愛称が付けられた。
このH-8型は1941年12月から納入されはじめ、形態的に初期型・中期型・後期型の3タイプに分けられ、その差異は以下のようになる。
| 形態 | 番号      | 納入年月                                          | 台数 | サンドパイプの配置     | 消煙器の数 | 備考                                                             |
| ---- | --------- | ------------------------------------------------- | ---- | ---------------------- | ---------- | ---------------------------------------------------------------- |
| 初期 | 1600-1619 | 1941年12月-翌年1月（-1609） 1942年9-10月（1610-） | 20両 | 後側5本垂直            | なし       | 1607-1609のみテンダー台車が一体鋳鋼タイプ 戦後多くが中期型に改造 |
| 中期 | 1620-1644 | 1944年7-8月（-1629） 同年10-12月（1630-）         | 25両 | 前後とも富士山状に散開 | 片側5つ    | －                                                               |
| 後期 | 1645-1659 | 1948年10-12月                                     | 15両 | 等間隔に戻る           | 片側9つ    | 若干軽量化された                                                 |

## 運用
アレゲニー（H-8）は通常ウェスト・ヴァージニア州のヒントン（Hinton）のヤードからヴァージニア州との境、アレゲニートンネルの東出口まで13マイル連続の5.7‰を含むアレゲニー越えに使用されていたが、この列車は石炭車140両・11500米トン（メートルトンでは10430t）の前後をアレゲニー同士2両の重連で固め、後部補機は万が一にもカブース（車掌車）を押しつぶさないように自分の巨大なテンダーの後ろに連結しているという構成で、機関車の巨大さがより際立って見える光景になっていた。
23両が旅客輸送の蒸気暖房装置を備えていたが旅客輸送では存分に高出力を発揮する事ができなかった。
実戦的な試験では1943年8月12日、牽引力を測るダイナモメーターカーを従え14083tの列車を引いてライムビルの丘 に向かい、10‰勾配を一度停車したうえで補機なしで引き出しドローバーパワー7375馬力を維持して走行、最高で7500馬力（時速74㎞時）を出すことに成功した。
戦後アメリカの大手鉄道が一斉にディーゼル機関車を導入するころになっても、C&O鉄道はアレゲニーの追加発注を行い（上記表の「後期型」）合計60両が製造されたが、1956年には最後の車両が引退した。
H-8は重量が重い故、軌道に与える損傷も大きく保線周期が短かった。

## 保存

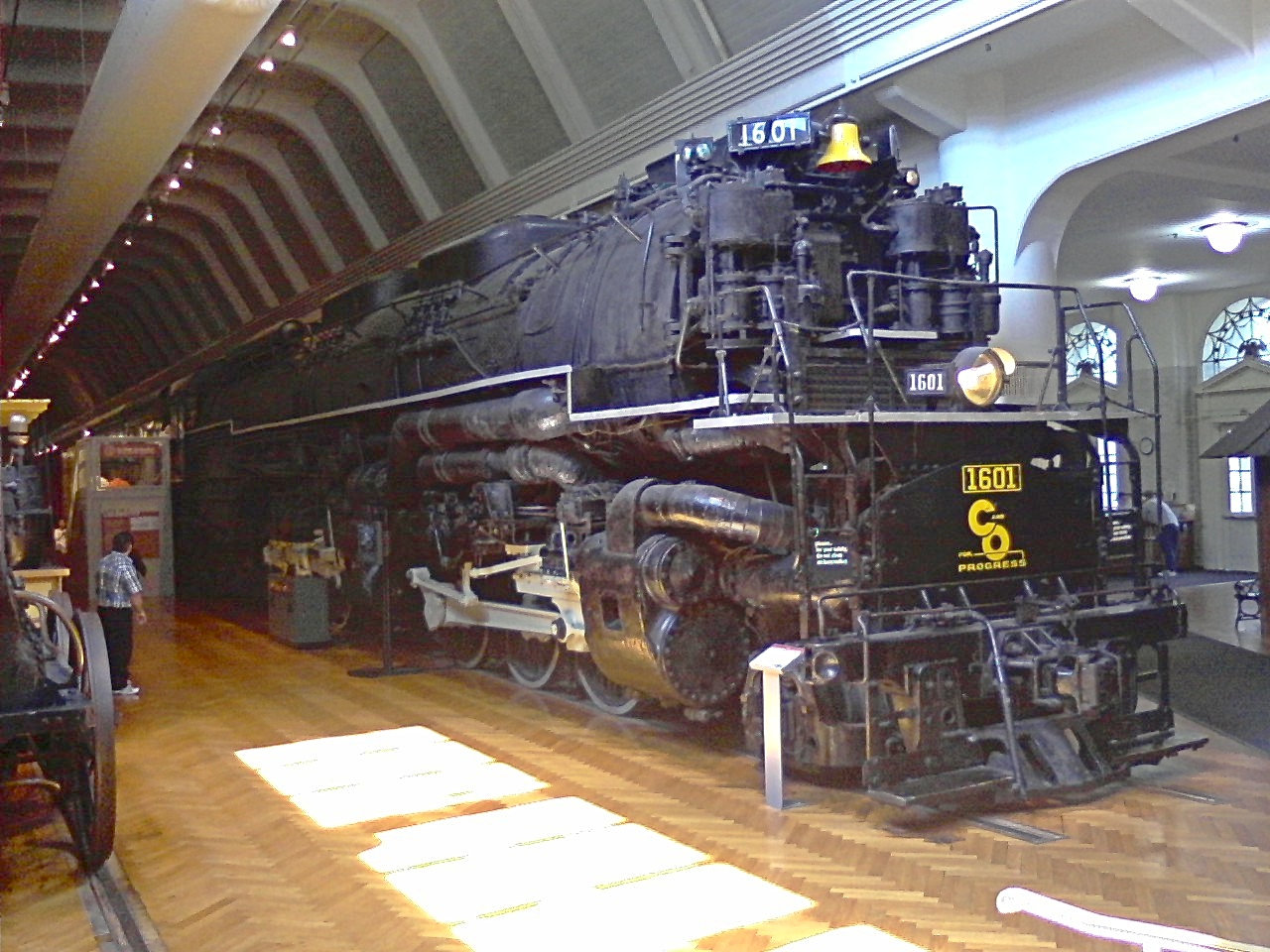
ヘンリーフォード博物館に保存されているC&O 1601

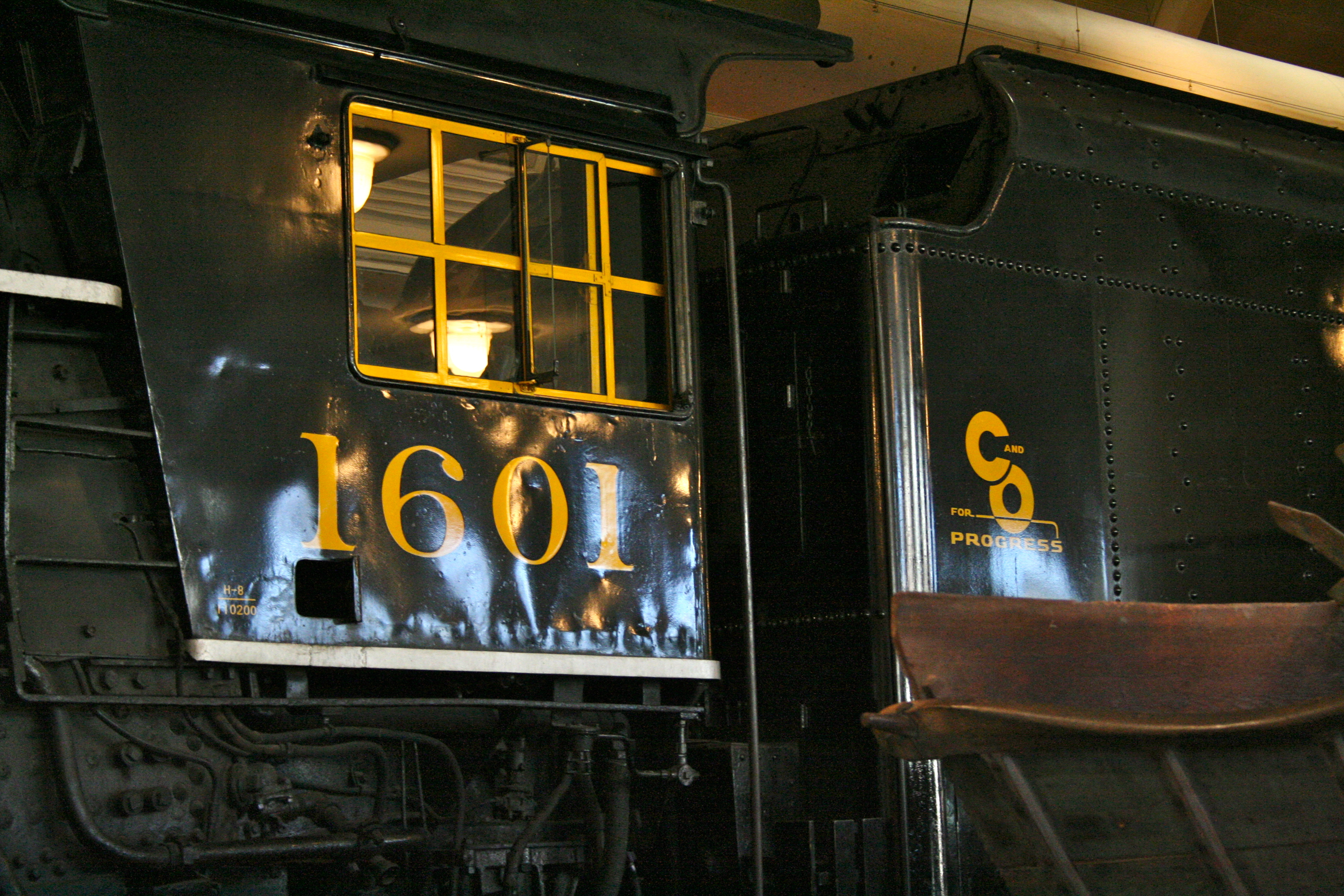
C&O 1601の運転室付近

アレゲニーはミシガン州デトロイト郊外のディアボーン「ヘンリーフォード博物館 」に1601号機、メリーランド州ボルチモアの「ボルチモア・アンド・オハイオ鉄道博物館 」に1604号機が保存されている。